# Pierre du Gua de Mons

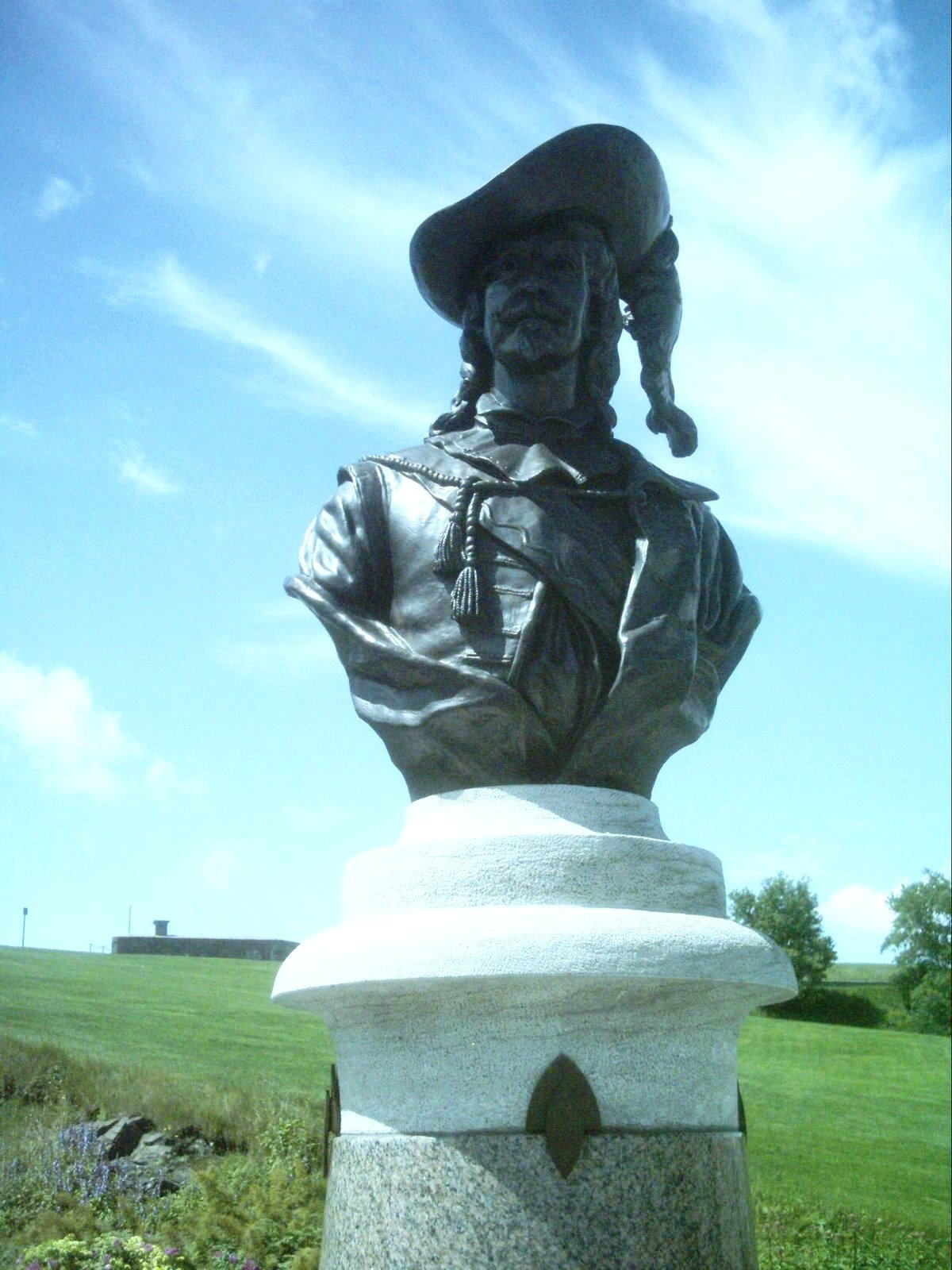
Pierre du Gua de Monts

Pierre du Gua de Mons (ur. ok. 1558, zm. 1628) – francuski podróżnik.
W 1604 roku stanął na czele francuskich kolonistów, którzy osiedlili się w Akadii. W 1605 roku przenieśli się oni do nowo założonego Port Royal.